# Oscar Castellanos
Oscar Arturo Castellanos García (28 de abril de 1968 en Guadalajara, Jalisco, México), popularmente conocido como Oscar "Diablo" Castellanos, es un exjugador mexicano de baloncesto profesional. Mide 1,85 m y pesa 84 kg. Actualmente funge como Asistente de los Halcones Rojos Veracruz en la Liga Nacional de Baloncesto Profesional de México y fue miembro de la Selección de baloncesto de México.

## Experiencia Profesional
- 1988-1992 Leones Negros de la U. de G.
- 1993-1996 Correcaminos UAT Victoria.
- 1996-1997 Report Suzano. (Brasil).
- 1998-1999 Carrefour Santo André. (Brasil).
- 2000-2003 Soles de Jalisco.
- 2003-2005 Jaguares de Chiapas.
- 2005-2011 Halcones Rojos Veracruz.

De 2008 a la fecha Director de la Escuela de Baloncesto Infantil y Juvenil "Halconcitos Rojos Veracruz".

### Retiro como jugador
El miércoles 14 de septiembre de 2011, en ceremonia realizada en el Auditorio "Benito Juárez" de la ciudad de Veracruz, se despide de manera oficial como jugador en activo vistiendo los colores de los Halcones Rojos Veracruz. Asimismo es retirado el número "4" de la organización emplumada en su honor.

## Selección nacional
- 1986 Selección Nacional Juvenil.
- 1989 Comienza su etapa con la Selección de baloncesto de México y su participación en innumerables Juegos Centroamericanos y del Caribe, Juegos Panamericanos y Torneos de Invitación por distintos países.

## Logros
A continuación se muestran los logros obtenidos como jugador amateur y profesional:
- 1989 Campeón Estudiantil con la U.de G.
- 1989 Campeón CIMEBA con Leones Negros de la U. de G.
- 1990 Subcampeón CIMEBA con Leones Negros de la U. de G.
- 1991 Campeón CIMEBA con Leones Negros de la U. de G.
- 1992 Participó en la Universiada en Duisburgo, Alemania.
- 1992 Subcampeón CIMEBA con Leones Negros de la U. de G.
- 1996 Campeón de la CBP con Correcaminos UAT Victoria.
- 1996 Subcampeón de la CBP con Correcaminos UAT Victoria.
- 2000 Campeón CIMEBA con Soles de Jalisco.
- 2001 Campeón CIMEBA con Soles de Jalisco.
- 2002 Campeón CIMEBA con Soles de Jalisco.
- 2004 Campeón CIMEBA con Jaguares de Chiapas.
- 2005 Campeón CIMEBA con Jaguares de Chiapas.
- 2007 Subcampeón Copa Independencia con Halcones Rojos Veracruz de la LNBP 2007-2008.
- 2010 Subcampeón con Halcones Rojos Veracruz de la LNBP Temporada 2009-2010.
- 2011 Cuarto Lugar del "Final Four" de la Liga de las Américas 2010-11.